# Aaron Stainthorpe
 (janvier 2017).
Si vous disposez d'ouvrages ou d'articles de référence ou si vous connaissez des sites web de qualité traitant du thème abordé ici, merci de compléter l'article en donnant les références utiles à sa vérifiabilité et en les liant à la section « Notes et références ».
Aaron Stainthorpe (né le 12 novembre 1968) est le chanteur du groupe de doom metal britannique My Dying Bride depuis ses débuts en 1990.
Il est le seul membre d'origine avec le guitariste Andrew Craighan.

## Biographie
Né en Angleterre, il déménage en Allemagne alors qu'il a 6 mois. En effet son père, officier de l'armée britannique, était stationné dans ce pays.

## Carrière
Ses textes sont à la fois recherchés, mélancoliques et imprégnés d'une certaine noirceur. Ses principales sources d'inspiration sont le Christ, la Bible et la Genèse.